# Ehrenberg (Rhön)
Ehrenberg (Rhön) ist eine Gemeinde mit etwa 2700 Einwohnern im osthessischen Landkreis Fulda in der Rhön.

## Geographie

### Geographische Lage
Die Gemeinde liegt rund um den 817 m hohen Ehrenberg, einem Nordostausläufer der Wasserkuppe, zentral im Naturpark Hessische Rhön sowie im Biosphärenreservat Rhön in 450 bis 900 Meter Höhe, etwa 30 km östlich von Fulda. Die meisten Ortsteile der Gemeinde liegen im Tal der Ulster und werden von der Bundesstraße 278 durchquert. Lediglich Reulbach liegt in einem Nachbartal.

### Nachbargemeinden
Ehrenberg grenzt im Norden an die Gemeinde Hilders (Landkreis Fulda), im Osten an die Gemeinde Birx (im thüringischen Landkreis Schmalkalden-Meiningen), die Stadt Fladungen, die Gemeinde Hausen und die Marktgemeinde Oberelsbach (alle drei im Landkreis Rhön-Grabfeld in Bayern), im Süden an die Stadt Gersfeld, sowie im Westen an die Gemeinde Poppenhausen (beide im Landkreis Fulda).

### Ortsteile
Die Ortsteile von Ehrenberg sind Wüstensachsen (Verwaltungssitz), Seiferts, Reulbach, Thaiden und Melperts. Deren Gemarkungen verteilen sich auf eine Fläche von 40,83 km², wovon 29,12 % Wald und 61,65 % landwirtschaftliche Flächen sind.

#### Melperts
- Einwohner: 141 Einwohner (2017)[2]
- Ortsvorsteher: Winfried Schiffhauer
- durchschnittliche Höhenlage: 540 m ü. NN

Der kleinste Ort der Gemeinde ist überwiegend landwirtschaftlich geprägt. Dorfmittelpunkt bildet das Backhaus mit dem Dorfplatz, auf dem auch das alljährliche Melpertser Backhausfest stattfindet. Melperts besitzt eine Töpferei, einen Hofladen und einen Haflingerhof.

#### Reulbach
- Einwohner: 369 Einwohner (2017)[2]
- Ortsvorsteher: Dominik Reith
- durchschnittliche Höhenlage: 570 m ü. NN

Der Ortsteil Reulbach liegt im Talkessel des Reulbaches umgeben vom Schafstein und vom Ehrenberg am Fuße der Wasserkuppe. Die Buchenwälder des Bornberges erstrecken sich bis an den Ortsrand.
Das Basaltblockmeer des Schafsteines sowie die Sommerrodelbahn und der Rhönbob auf der Märchenwiese der Wasserkuppe sind leicht zu erwandern. Rundwanderwege führen vom Parkplatz Bornberg aus über den Ehrenberg, vorbei an der Martinskapelle, sowie durch das Naturschutzgebiet Schafstein mit seinem „Urwald“.

#### Seiferts
- Einwohner: 600 Einwohner (2017)[2]
- Ortsvorsteher: Andreas Schuldt
- durchschnittliche Höhenlage: 530 m ü. NN

Seiferts, der zweitgrößte Ort der Gemeinde, hat etwa 560 Einwohner und liegt zwischen 520 und 540 m ü. NN. Westlich des Ortes liegt der Zusammenfluss von Birxgraben und Ulster, direkt am Ehrenberg, der 816 Meter hoch ist. Von Osten wird Seiferts vom Billstein überragt, nach Süden und Norden erstreckt sich das Ulstertal.
Wichtige Bauwerke sind die heutige Friedhofskapelle von 1642, die 1879 erbaute Kirche und das 1994 erbaute Dorfgemeinschaftshaus mit Feuerwehrhaus. Seiferts hat ein ausgeprägtes Vereinsleben.

#### Thaiden
- Einwohner: 277 Einwohner (2017)[2]
- Ortsvorsteher: Martin Barthelmes

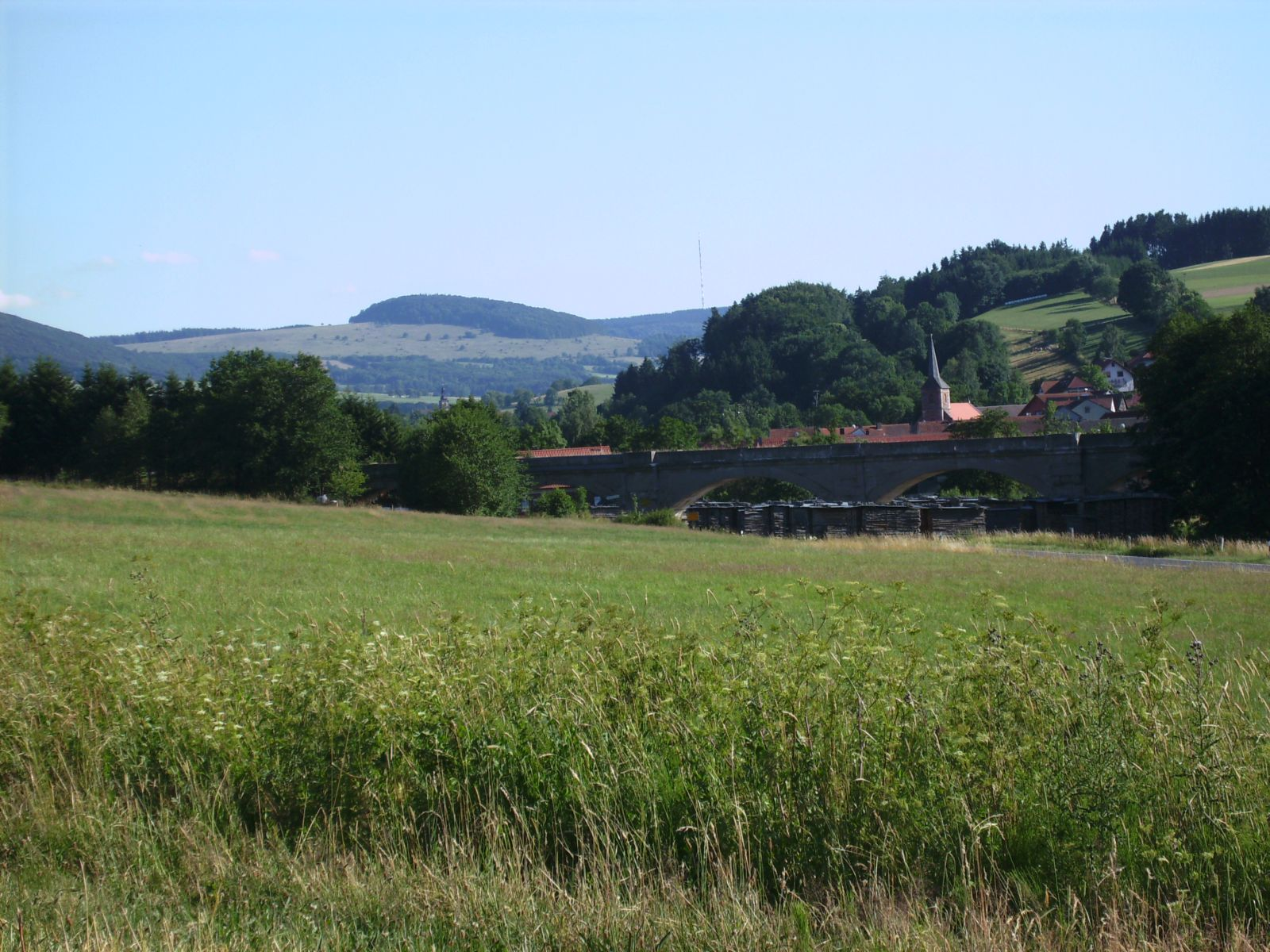
Eisenbahnviadukt am Ortseingang von Thaiden mit der darunterliegenden B 278

- durchschnittliche Höhenlage: 500 m ü. NN

Am Fuße des Krautberges und des Teufelsberges liegt der Ortsteil Thaiden als nördlichster Ortsteil Ehrenbergs, ebenfalls im Ulstertal. Er ist überwiegend landwirtschaftlich und touristisch geprägt. Auch der Basaltabbau sowie dessen Verarbeitung zu verschiedenen Betonelementen und Pflastersteinen prägen das Ortsbild. Ein Mustergarten sowie ein Museum am FCN-Gelände (Franz Carl Nüdling, Basaltwerke GmbH & Co KG Holding) geben Aufschluss über die Geschichte des Basaltabbaus und die Geologie der Rhön.

#### Wüstensachsen
- Einwohner: 1.237 Einwohner (2017)[2]
- Ortsvorsteher: Manfred Stumpf
- durchschnittliche Höhenlage: 580 m ü. NN

Wüstensachsen war Endpunkt der Bahnstrecke Götzenhof–Wüstensachsen.
1965 wurde Wüstensachsen als Erholungsort anerkannt. Seit 1983 ist es staatlich anerkannter Luftkurort mit einer entsprechenden Infrastruktur.
Im November 1993 wurde die Gemeinde Ehrenberg als „Familienfreundlicher Ferienort“ ausgezeichnet.
Für Sporttreibende stehen Sportplätze, eine Minigolfanlage und im Winter Langlaufloipen und Skilifte zur Verfügung. Auf der nahegelegenen Wasserkuppe finden Drachen-, Modell-, Segel- oder Gleitschirmflieger ihre Startplätze. Des Weiteren gibt es ein Freibad, ein Kneipptretbecken, mehrere Spazierwege mit den vielen Ruhebänken und ca. 150 km markierte Wanderwege. Durch die Naturschutzgebiete Rotes Moor oder Schwarzes Moor werden Führungen angeboten.
Die Naturschutzgebiete Kesselrain und Schafstein (832 m) (mit dem größten Basaltblockmeer der Rhön) sowie der Steinkopf (888 m) gehören zu den geologischen Besonderheiten der Gemeinde.

## Geschichte
Gemeindebildung
Im Zuge der Gebietsreform in Hessen fusionierten am 31. Dezember 1970 die bis dahin selbständigen Gemeinden Melperts, Seiferts und Wüstensachsen auf freiwilliger Basis zur neuen Gemeinde Ehrenberg. Sitz der Gemeindeverwaltung wurde Wüstensachsen. Reulbach und Thaiden kamen am 1. August 1972 kraft Landesgesetz hinzu. Den Namen erhielt die Gemeinde vom 817 m hohen Ehrenberg, der sich zentral auf ihrem Gebiet erhebt. Für alle ehemals eigenständigen Gemeinden wurden Ortsbezirke mit Ortsbeirat und Ortsvorsteher nach der Hessischen Gemeindeordnung gebildet.

## Politik

### Gemeindevertretung
Die Kommunalwahl am 14. März 2021 lieferte folgendes Ergebnis, in Vergleich gesetzt zu früheren Kommunalwahlen:
| Sitzverteilung in der Gemeindevertretung 2021Insgesamt 15 Sitze - SPD: 3 - BLE: 8 - CDU: 4 | Parteien und Wählergemeinschaften | Parteien und Wählergemeinschaften           | % 2021 | Sitze 2021 | % 2016 | Sitze 2016 | % 2011 | Sitze 2011 | % 2006 | Sitze 2006 | % 2001 | Sitze 2001 |
| Sitzverteilung in der Gemeindevertretung 2021Insgesamt 15 Sitze - SPD: 3 - BLE: 8 - CDU: 4 | BLE                               | Bürgerliste Ehrenberg                       | 53,4   | 8          | 49,8   | 7          | 47,2   | 7          | 46,8   | 7          | 47,7   | 7          |
| Sitzverteilung in der Gemeindevertretung 2021Insgesamt 15 Sitze - SPD: 3 - BLE: 8 - CDU: 4 | CDU                               | Christlich Demokratische Union Deutschlands | 29,1   | 4          | 31,4   | 5          | 30,8   | 5          | 38,5   | 6          | 36,2   | 6          |
| Sitzverteilung in der Gemeindevertretung 2021Insgesamt 15 Sitze - SPD: 3 - BLE: 8 - CDU: 4 | SPD                               | Sozialdemokratische Partei Deutschlands     | 17,5   | 3          | 18,8   | 3          | 22,1   | 3          | 14,6   | 2          | 16,1   | 2          |
| Sitzverteilung in der Gemeindevertretung 2021Insgesamt 15 Sitze - SPD: 3 - BLE: 8 - CDU: 4 | Gesamt                            | Gesamt                                      | 100,0  | 15         | 100,0  | 15         | 100,0  | 15         | 100,0  | 15         | 100,0  | 15         |
| Sitzverteilung in der Gemeindevertretung 2021Insgesamt 15 Sitze - SPD: 3 - BLE: 8 - CDU: 4 | Wahlbeteiligung in %              | Wahlbeteiligung in %                        | 69,5   | 69,5       | 69,1   | 69,1       | 64,0   | 64,0       | 60,5   | 60,5       | 71,9   | 71,9       |

### Bürgermeister
Nach der hessischen Kommunalverfassung wird der Bürgermeister für eine sechsjährige Amtszeit gewählt, seit dem Jahr 1993 in einer Direktwahl, und ist Vorsitzender des Gemeindevorstands, dem in der Gemeinde Ehrenberg (Rhön) neben dem Bürgermeister ehrenamtlich ein Erster Beigeordneter und sechs weitere Beigeordnete angehören. Bürgermeister ist seit dem 3. Oktober 2019 der parteiunabhängige Peter Kirchner. Er wurde als Nachfolger von Thomas Schreiner, der als 68-Jähriger nach sechs Amtszeiten in den Ruhestand treten wollte, am 26. Mai 2019 ohne Gegenkandidaten im ersten Wahlgang bei 75,04 Prozent Wahlbeteiligung mit 91,14 Prozent der Stimmen gewählt. Es folgte eine Wiederwahl ohne Gegenkandidaten im Juni 2025.
Amtszeiten der Bürgermeister
- 2019–2031 Peter Kirchner[13]
- 1983–2019 Thomas Schreiner[14]

### Ortsbezirke
Folgende Ortsbezirke mit Ortsbeirat und Ortsvorsteher nach der Hessischen Gemeindeordnung gibt es im Gemeindegebiet:
- Ortsbezirk Wüstensachsen (Gebiete der ehemaligen Gemeinde Wüstensachsen). Der Ortsbeirat besteht aus fünf Mitgliedern.
- Ortsbezirk Melperts (Gebiete der ehemaligen Gemeinde Melperts). Der Ortsbeirat besteht aus fünf Mitgliedern.
- Ortsbezirk Seiferts (Gebiete der ehemaligen Gemeinde Seiferts). Der Ortsbeirat besteht aus fünf Mitgliedern.
- Ortsbezirk Thaiden (Gebiete der ehemaligen Gemeinde Thaiden). Der Ortsbeirat besteht aus fünf Mitgliedern.
- Ortsbezirk Reulbach (Gebiete der ehemaligen Gemeinde Reulbach). Der Ortsbeirat besteht aus fünf Mitgliedern.

### Wappen
Das Wappen der Gemeinde Ehrenberg zeigt einen kopfstehenden roten fränkischen Rechen, dessen obere Abgrenzung silbern abgesetzt ist. Die erhöhte Mittelspitze des Rechens, der auf die frühere Zugehörigkeit zu Franken hindeutet, soll die besondere Mittelgebirgslage in der Hohen Rhön hervorheben. Die Silberdistel ist als Wahrzeichen der heimischen Flora anzusehen.

## Söhne und Töchter der Gemeinde
- Neidhardt von Thüngen (1545–1598) – Fürstbischof des Hochstift Bamberg
- Josef Walburg (1924–2006) – Holzbildhauer
- Johannes Kirsch (1930–2015) – Bildhauer, Holzschnitzer und Medailleur
- Claudia von Gélieu (* 1960 in Melperts als Claudia Faulstich) – Autorin und Frauengeschichtsforscherin in Berlin
- Tanja Röder (* 1975 in Ehrenberg) – Holzbildhauermeisterin mit Atelier in Pfaffenhofen an der Ilm[17]

## Sonstiges
Ehrenberg liegt im von der Dark Sky Association 2014 anerkannten „Sternenpark im Biosphärenreservat Rhön“. Einige ausgewiesene Beobachtungsplätze dieses Lichtschutzgebietes liegen in unmittelbarer Nähe.
Im Januar 2017 wurde in den ARD-Tagesthemen Ehrenberg als ein aus „dem Bilderbuch entsprungener Ort“ bezeichnet. Beeindruckend seien die zufriedenen und größtenteils glücklichen Einwohner.
Der Premiumwanderweg „Der Ehrenberger“ wurde im Jahr 2022 vom Deutschen Wanderinstitut zertifiziert und startet im Ortsteil Ehrenberg-Wüstensachsen. Der Weg mit 80 Erlebnispunkten liegt in den Schutzgebieten UNESCO-Biosphärenreservat Rhön FFH-Gebiet „Hochrhön“ (Natura 2000), Vogelschutzgebiet „Hessische Rhön“ (Natura 2000) und NSG „Schafstein bei Wüstensachsen“.